# Zeke
O Zeke é uma banda de punk/hardcore de Seattle nos Estados Unidos. São conhecidos pelo som extremamente energético, pelas guitarras pesadíssimas para o estilo, tudo isso misturado com toques de blues e stoner rock. A banda lançou o seu primeiro single chamado West Seattle Acid Party em 1993; após vários álbuns lançados pela gravadora independente  Scooch Pooch Records, eles assinam com a gravadora Epitaph Records em 1998 o que leva a banda a ser muito conhecida na cena underground. Atualmente eles estão no selo Relapse Records. A banda saiu em várias coletâneas, participou da trilha sonora do jogo Tony Hawks Pro Skater e saiu em três tributos notáveis, um ao Motörhead chamado Built For Speed: A Tribute To Motörhead, um a banda escandinava Turbonegro chamado Alpha Motherfucker: A Tribute To Turbonegro e no último, ao Ramones chamado We're a Happy Family: A Tribute To Ramones, onde a banda conta com a participação especial de Eddie Vedder, vocalista da banda Pearl Jam.

## Discografia
- Super Sound Racing (1995)
- Flat Tracker (1996)
- Pig (Ao Vivo, 1997)
- Kicked In The Teeth (1998)
- Dirty Sanchez  (2000)
- Death Alley (2001)
- Live And Uncensoured (2003)
- Till The Livin' End (2004)
- Ace (em breve)

## Videografia

### DVDs
- Dead Teenager (2003)